# 佐卡
佐卡（義大利語：Zocca），是意大利摩德纳省的一个市镇。总面积69平方公里，人口4999人，人口密度72.4人/平方公里（2009年）。ISTAT代码为036047。